# Trípoli
Trípoli (en árabe طرابلس, Ṭarābulus) es la capital y la ciudad más poblada de Libia. Es, además, la sede del Gobierno central y la administración. Tiene una población de cerca de 1 690 000 habitantes y está situada en el noroeste del país, en la costa mediterránea. Trípoli fue fundada en el siglo VII a. C. por los fenicios, quienes la llamaron Oea. Más tarde, con la llegada de los romanos, la ciudad adquirió el estatus de ciudad romana más importante del continente africano. Por la ciudad fueron pasando cronológica e históricamente, además de los bereberes autóctonos del territorio, vándalos, bizantinos, árabes, españoles, turcos e italianos. Durante el dominio colonial italiano (1911 - 1941), la ciudad fue hecha capital del recién creado estado de Libia. El país logró la independencia en 1951.
El puerto de Trípoli es el principal del país y la ciudad es centro comercial y manufacturero de este. Sede de la Universidad de Al-Fateh, Trípoli era una de las ciudades más modernas, ricas y con un mayor nivel de vida de África antes de la guerra de 2011 contra el coronel Gadafi.

## Toponimia
En español se conoce a la ciudad como Trípoli, aunque también puede aparecer referida como Trípoli de Occidente, para diferenciarla de la ciudad libanesa homónima. En árabe el nombre es طرابلس (Ṭarābulus), o también طرابلس الغرب (Ṭarābulus al-Garb).
Antiguamente era conocida en latín como Oea. Etimológicamente, el nombre deriva del griego (Τρίπολη) Tri polis, tres ciudades.

## Historia

### Fundación e Imperio romano
Trípoli fue fundada en el siglo VII a. C. por los fenicios, que la llamaban Oea. Luego pasó a manos de los Barca, que después se convertirían en los líderes de la civilización de Cartago. Una vez victoriosos en las guerras púnicas, la conquistaron los romanos y la hicieron parte de su provincia de África y le dieron el nombre de Regio Syrtica. A comienzos del siglo III, se hizo conocida como Regio Tripolitana, que significa "región de las tres ciudades", es decir, Oea (la moderna Trípoli), Sabratha y Leptis Magna. Probablemente fue elevada al rango de provincia por Septimio Severo, que era un nativo de Leptis Magna. 

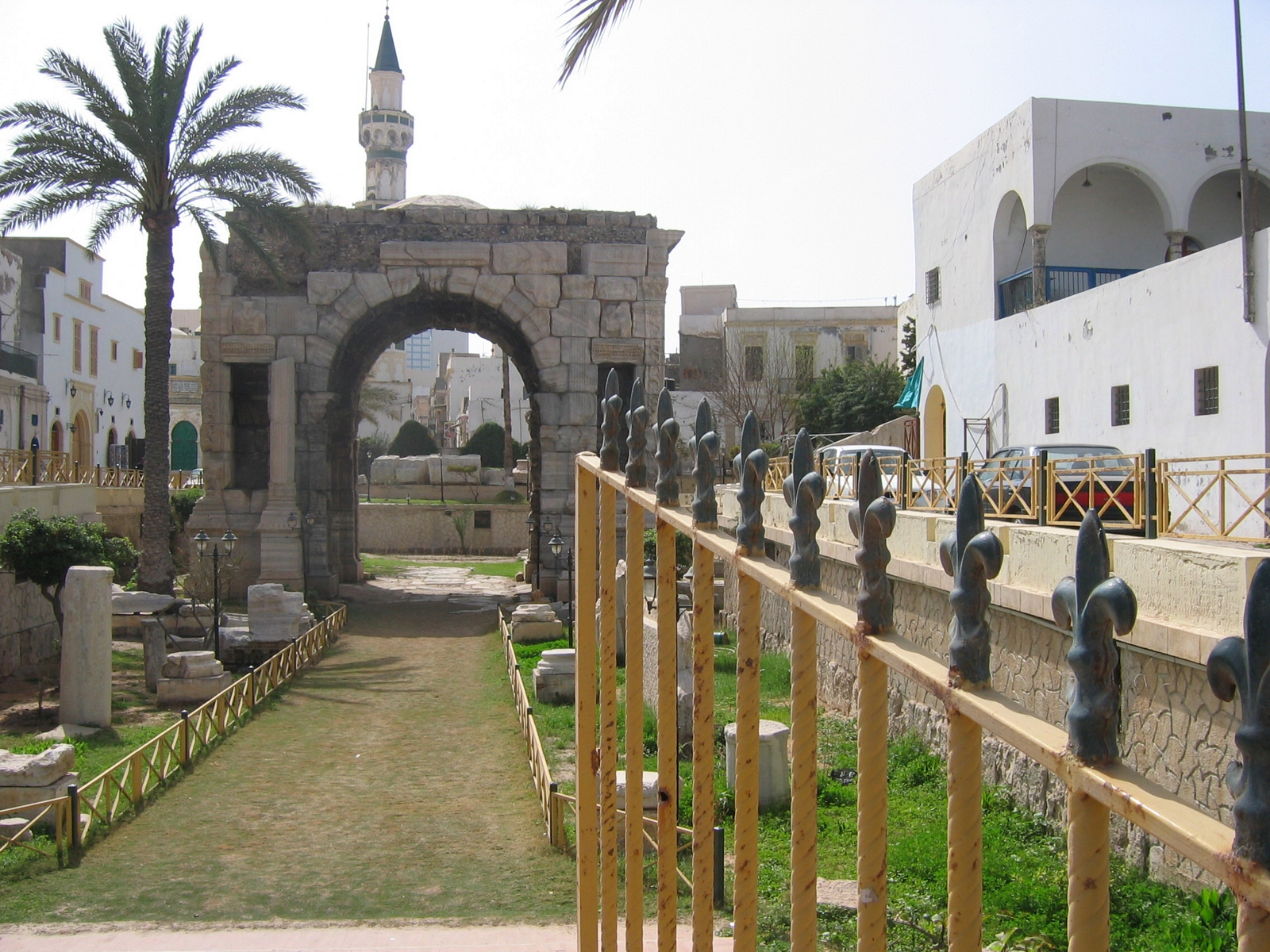
El arco del emperador romano Marco Aurelio en Trípoli.

A pesar de siglos de dominio romano, los únicos restos romanos visibles son columnas dispersas y capiteles, con una sola edificación romana bien conservada: el arco de Marco Aurelio del siglo II. El hecho de que Trípoli haya estado habitada continuamente, a diferencia de Sabratha y Leptis Magna, ha significado que los habitantes han utilizado el material de los edificios antiguos, destruyendo estos edificios en el proceso o incorporando en la parte superior de ellos, enterrándolos bajo las calles, donde permanecen en gran medida sin excavar. Hay pruebas que sugieren que la región Tripolitania sufrió un declive económico durante los siglos V y VI, en parte debido a la propagación de los disturbios políticos en todo el mundo mediterráneo a raíz de la caída del Imperio romano, así como a la presión de los invasores vándalos.

### La expansión árabe y el asentamiento del Islam
Finalmente Trípoli fue conquistada por los árabes musulmanes a mediados del siglo VII,  en la primera  fase de sus campañas del norte de África. El dominio árabe se implantó en la Región Tripolitana a través de las campañas del general árabe Amr ibn al-As y su lugarteniente Uqba ibn Nafi hacia los años 642-644. Tras la conquista, diversas tribus árabes pasaron por la región y por su parte las antiguas poblaciones romanizadas o bereberes se islamizaron con relativa rapidez. En los primeros años tras la conquista, los árabes no prestaron mucha atención a la región de Tripolitania, que apenas tiene historia propia en este periodo. 
Durante la Edad Media, Trípoli fue gobernada principalmente como parte de Ifriquiya, primero por los fihríes, descendientes del conquistador Uqba ibn Nafi al Fihri,  y después por los muhallábidas (768 a 795).
Posteriormente estuvo sometida a los aglabíes, que ejercían su poder en Kairuán, del 801 al 909. A continuación cuando la dinastía chií fatimí derrocó a los aglabíes y tomó el control de Ifriquiya, gobernando desde Kairuán, Raqqada y Mahdía, Trípoli quedó bajo su dominio. Los fatimíes desplazaron su corte a Egipto, fundando El Cairo en 972, y dejaron la administración de la región de Ifriquiya, incluida Trípoli, en manos de sus vasallos los ziríes, que volvieron a llevar la sede de gobierno a Kairuán. Pero cuando los ziríes declararon su independencia de El Cairo y su abandono del chiismo para abrazar el sunismo, el califa fatimí Ma'ad al-Mustansir Billah envió contra la Ifriquiya a las tribus nómadas de los Banu Hilal y Banu Sulaym, procedentes de Arabia, en 1050. La invasión de los Banu Hilal arruinó aún más la región de Trípoli.
La Ifriquiya suscitó el interés del gran imperio magrebí de los almohades. En 1159-1160 el califa almohade Abd al-Mumin lanzó una campaña en la que se adueñó de Ifriquiya y alcanzó Trípoli. 
Los almohades designaron como gobernador de Ifriqiya a Abu-Muhámmad Abd-al-Wahid ibn Abi-Hafs (conocido como Abd al-Wâhid ibn Hafs, o también Muhammad bin Abu Hafs), un magnate bereber de la importante confederación marroquí Masmuda. Un descendiente de este, Abu Zakariya Yahya, se independizó en 1229 formando el reino hafsí (o hafsida) de Ifriquiya, que incluía las actuales Túnez, este de Argelia y oeste de Libia, y que tuvo su capital en la ciudad de Túnez. Durante el periodo hafsí, se desarrolló el comercio de caravanas a través del Sahara; Trípoli pasó a ser uno de los centros de ese comercio. Asimismo, las ciudades costeras del califato hafsí, Trípoli entre ellas, se convirtieron en puertos de piratería contra las naves de los reinos cristianos en el Mediterráneo.

### Edad Moderna: breve dominio español e Imperio otomano
En 1510, Trípoli fue tomada por los castellanos al mando de Pedro Navarro, conde de Oliveto, y permaneció bajo dominio español durante dos decenios. En 1530 el rey Carlos I de España decidió cederla, junto con Malta, a los Caballeros de San Juan, que habían sido expulsados por los turcos otomanos de su bastión en la isla de Rodas. El objetivo de Carlos I era doble: resarcir a esta importante orden militar cristiana por la pérdida de Rodas y utilizar su experiencia militar contra los piratas berberiscos. La Orden de Malta reforzó las fortificaciones de la ciudad y la defendió frente a la expansión otomana. Pero en agosto de 1551 una expedición comandada por Sinan Pachá, acompañado por el almirante Turgut Reis (conocido como Dragut), puso cerco a la ciudad y tras seis días de bombardeo consiguió su capitulación. Trípoli se convirtió entonces en parte del Imperio otomano.
La regencia otomana de Trípoli se extendía a lo largo de la costa meridional del mar Mediterráneo, entre Túnez, al oeste, y Egipto al este. Aparte de la ciudad y la Tripolitania, sus territorios incluían la meseta de Barka (según la escritura turca; consúltese: Barca (Libia)), es decir la Cirenaica, y hacia el sur los oasis del Fezán y el de Awjila, separados entre sí por desiertos de arena y piedra.
En 1714, el pachá Ahmed Karamanli asumió el título de bey y llegó a un acuerdo con el sultán de Constantinopla para disfrutar de un estatus de semiindependencia. Esta situación se prolongó hasta 1835, cuando el Imperio otomano desencadenó una guerra civil por el gobierno de la ciudad. Se nombró a un nuevo pachá turco y se le otorgó el título de virrey, integrado nuevamente en el Imperio otomano.

### Guerras berberiscas

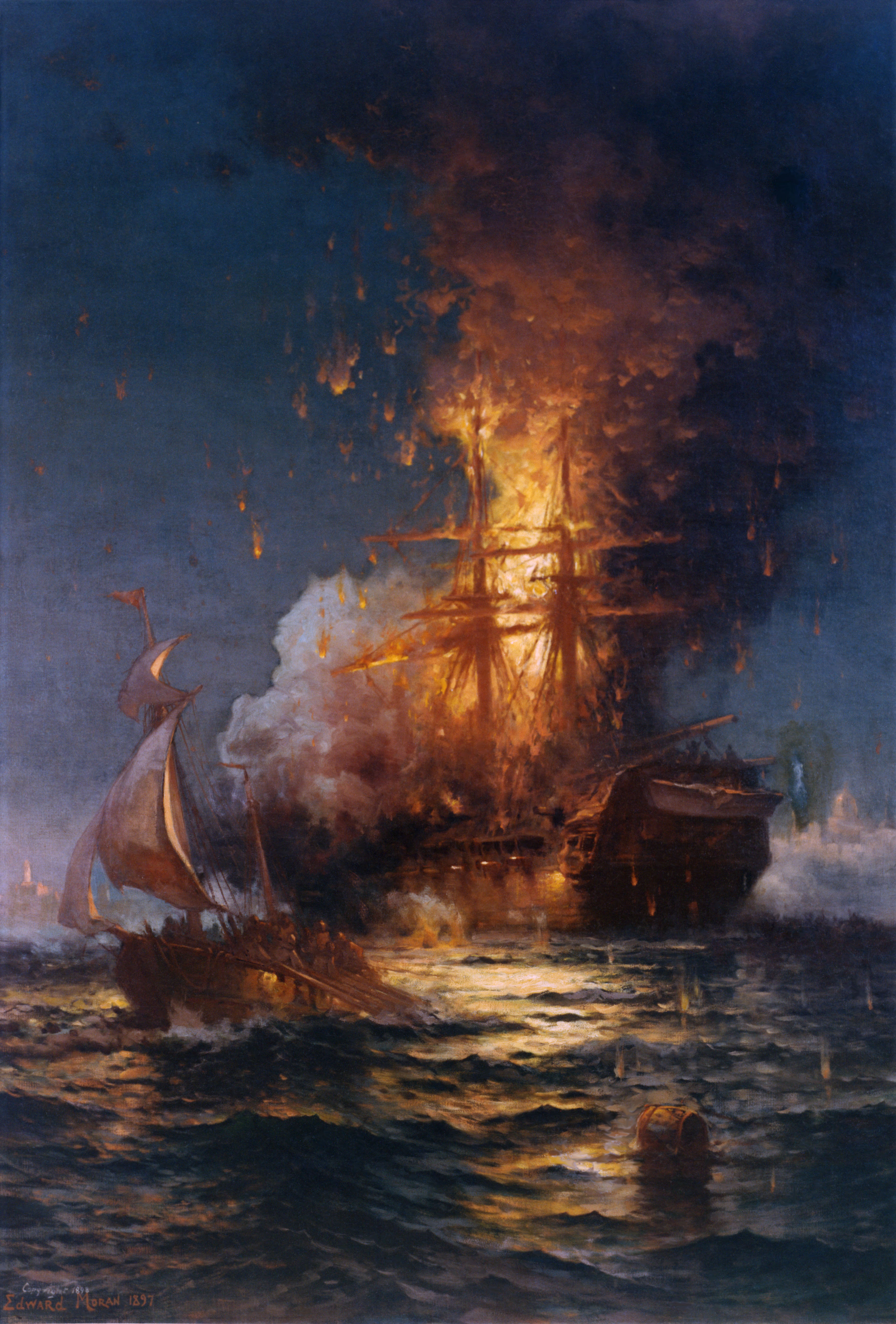
Incendio de la fragata Philadelphia en el puerto de Trípoli, el 16 de febrero de 1804, pintado por Edward Moran, en 1897.

En la primera parte del siglo XIX, la regencia de Trípoli tuvo un enfrentamiento naval con los Estados Unidos debido a que practicaba la piratería. En mayo de 1801, el pachá exigió un aumento en el tributo de 83 000 dólares que el gobierno de los Estados Unidos había venido pagando desde 1796 para la protección de su comercio de la piratería en el marco del Tratado de 1796 con Trípoli. La demanda fue rechazada, y se envió una fuerza naval desde los Estados Unidos para bloquear Trípoli.
La primera guerra berberisca, también llamada Guerra de Trípoli, duró cuatro años. En 1803, los combatientes tripolitanos capturaron la fragata estadounidense USS Philadelphia y tomaron a su comandante, el capitán William Bainbridge, y a toda la tripulación como rehenes. El Philadelphia se convirtió en un navío en contra de los americanos y estuvo anclado en el puerto de Trípoli como una batería de cañones. Al año siguiente, el teniente Stephen Decatur de la Marina de Estados Unidos encabezó una incursión nocturna para volver a apoderarse del barco. Los hombres de Decatur prendieron fuego al Philadelphia y escaparon.
El incidente más pintoresco de la guerra fue la expedición realizada por William Eaton con el objetivo de sustituir al pachá por un hermano mayor que vivía en el exilio, y que había prometido cumplir todos los deseos de los Estados Unidos. Eaton, a la cabeza de una tripulación de 500 infantes de la marina de Estados Unidos, griegos, árabes y mercenarios turcos, marchó a través del desierto desde Alejandría y con la ayuda de buques americanos sus fuerzas lograron ocupar Derna. Poco después, el 3 de junio de 1805, se concluyó la paz. El pachá renunció a sus demandas y recibió 60.000 dólares como rescate por los presos del Philadelphia en el marco del Tratado de 1805 con Trípoli.
En 1815, a consecuencia de las nuevas atrocidades y debido a la humillación de la derrota anterior, los capitanes Bainbridge y Stephen Decatur encabezaron un escuadrón americano que volvió a sitiar Trípoli, forzando al pachá a cumplir las exigencias de los Estados Unidos. Véase la Segunda Guerra Berberisca.

### SigloXX:Libia italianae independencia

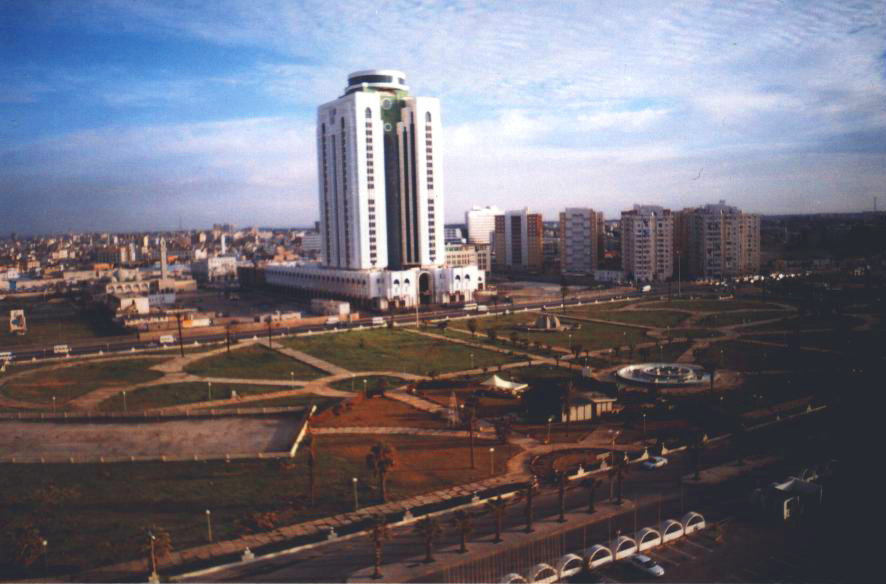
Torre de Al Fateh.

Durante mucho tiempo Italia había tratado de que Trípoli cayera dentro de su zona de influencia. Con el pretexto de proteger a sus propios ciudadanos que vivían en Trípoli del Gobierno otomano, Italia declaró la guerra contra los otomanos el 29 de septiembre de 1911 y anunció su intención de anexionar Trípoli y su región. El 1 de octubre de 1911, se libró una batalla naval en la ciudad griega de Préveza, donde tres buques otomanos fueron destruidos. Por el Tratado de Lausana, el Imperio otomano reconoció la soberanía italiana sobre Libia, aunque se autorizó al califa a seguir ejerciendo como autoridad religiosa.
Los italianos se enfrentaron a la feroz resistencia por parte de los muyahidines libios, que, a pesar del gran desequilibrio en equipo, armas, logística y organización a favor de los ocupantes italianos, ganaron algunas batallas mediante una guerra de guerrillas que terminó solamente en 1915.
La resistencia fue especialmente prolongada en el este de Libia (Cirenaica) dirigida por Omar Mukhtar, quien fue posteriormente detenido, juzgado sumariamente por una corte marcial y ejecutado. Italia controló totalmente Trípoli y el conjunto de Libia a partir de 1931, con la asistencia de algunos mercenarios locales. El dominio italiano fue completo hasta el punto de que el área costera de Libia fue unida al Reino de Italia y a los ciudadanos árabes les fue concedida la ciudadanía italiana en 1938: dos divisiones de soldados libios participaron en la Segunda Guerra Mundial como parte integrante del ejército italiano. Trípoli fue dominada por Italia hasta 1943, registrando un enorme desarrollo. Después estuvo ocupada por las fuerzas británicas hasta la independencia.
Libia obtuvo su independencia en 1951. Desde esa fecha, Trípoli ha sido la capital del país, primero con la monarquía del rey Idris I, después con el régimen revolucionario y dictatorial encabezado por Muamar el Gadafi y desde 2011 con los sucesivos Gobiernos y parlamentos que se han sucedido en un periodo de gran inestabilidad.
El 15 de abril de 1986, la Fuerza Aérea y la Armada de los Estados Unidos bombardearon Trípoli y Bengasi. El presidente Ronald Reagan justificó los ataques aduciendo que el régimen de Gadafi era responsable del terrorismo dirigido contra los EE. UU., incluyendo el bombardeo de la discoteca La Belle en Berlín Occidental diez días antes.
Las sanciones de las Naciones Unidas contra Libia fueron levantadas en el año 2003, lo que llevó a un aumento en el tráfico marítimo y un impacto positivo sobre la economía de la ciudad.

### Guerra de Libia de 2011
Durante el mes de febrero de 2011, Trípoli fue escenario de protestas y enfrentamientos que fueron sofocados por las fuerzas militares y policiales del régimen del coronel Muamar el Gadafi. 
Posteriormente, en agosto las fuerzas rebeldes se enfrentaron con fuerzas leales a Gadafi por el dominio de la capital. Las tropas del Consejo Nacional de Transición lograron derrocar al revolucionario libio y se hicieron con el control de la ciudad.

## Geografía

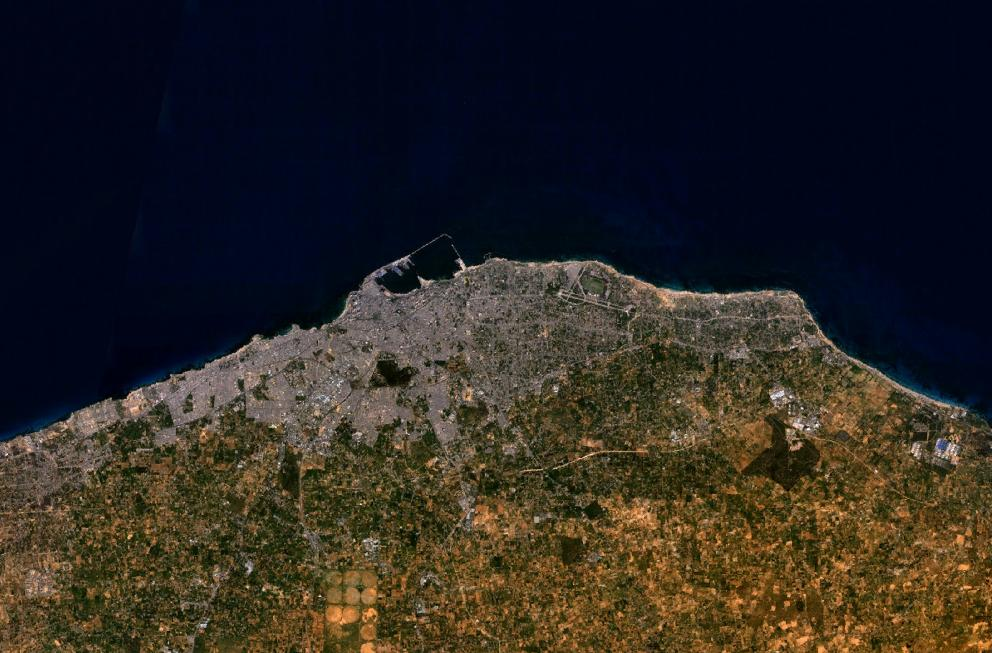
Vista satelital de la ciudad.

Trípoli se sitúa en la costa de Libia en la región occidental, próxima a la frontera con Túnez. La altitud media sobre el nivel del mar de la ciudad es de solamente 1 metro. Casi 1000 kilómetros de costa separan Trípoli de Bengasi, la segunda ciudad más importante de Libia. Entre ambas se encuentra el golfo de Sirte, a veces denominado golfo de Sidra.
La región de Tripolitania, establecida en torno a Trípoli, se caracteriza por su costa arenosa, con lagunas y oasis costeros distribuidos en ella. La "Sha'biyah", división administrativa de Libia, incluye la ciudad, sus suburbios y alrededores más inmediatos. En sistemas administrativos más antiguos y a lo largo de la historia, existía una provincia llamada "muhafazah", un estado conocido como "wilayah" o ciudad-estado con un área mucho mayor, que es como en ocasiones se ha referido erróneamente a Trípoli, más correctamente llamada como la citada Tripolitania.
Como sha'biyah, Trípoli limita con las siguientes:
- Tajura Wa Al Nawahi AlArba' - al este

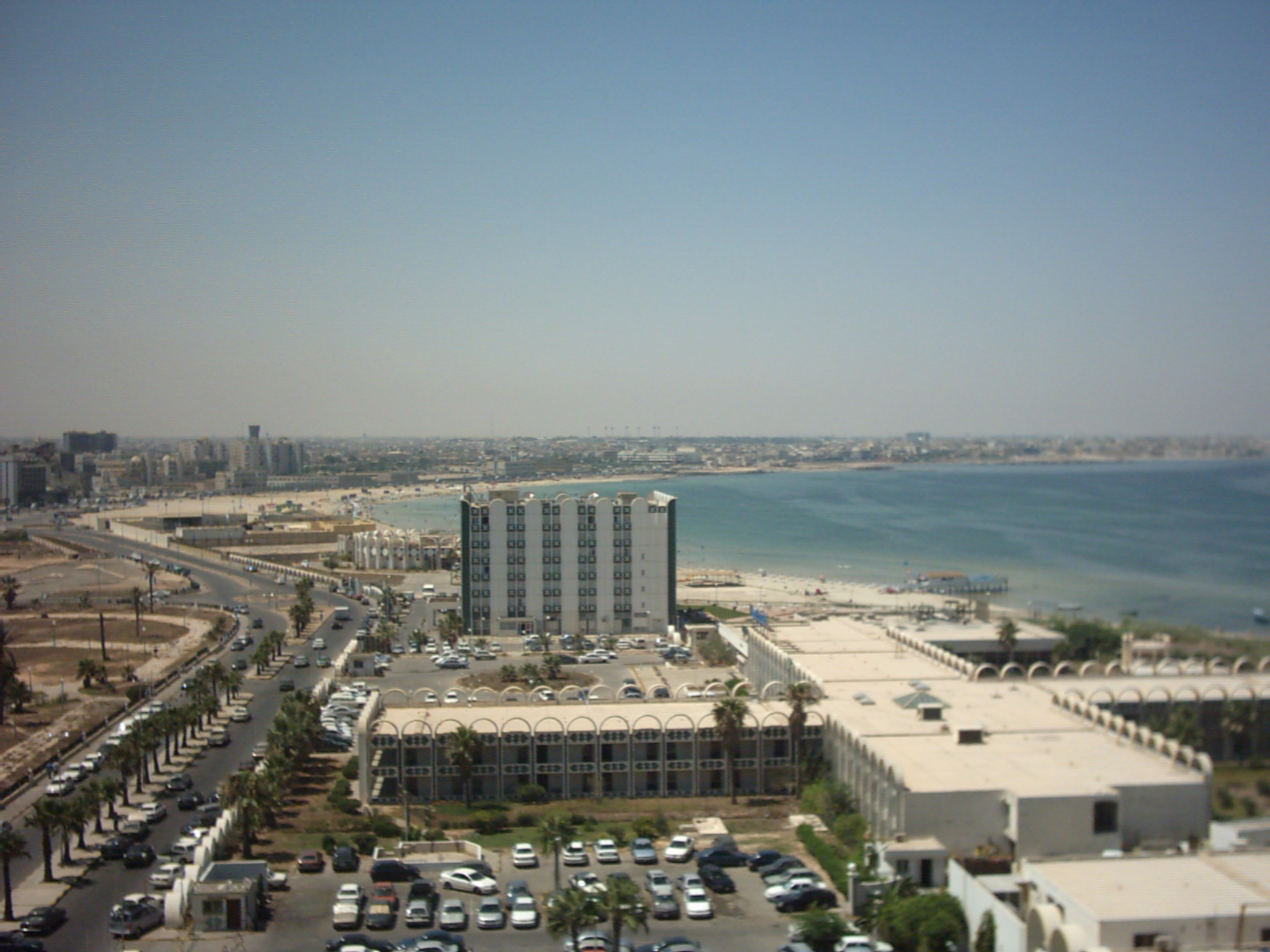
El clima de la ciudad ofrece altas temperaturas casi todo el año.

- Tarhuna Wa Msalata - sureste
- Al Jfara - sur
- Az Zawiyah - oeste

### Clima
El clima de Trípoli es subtropical semiárido (BSh según la clasificación climática de Köppen), influenciado y marcado por el mar homónimo que baña sus costas y que contrasta con las extremadas temperaturas del sur del país, azotadas por la aridez y temperaturas extremas, por encontrarse en pleno desierto. Los veranos en Trípoli son calurosos y los inviernos suaves. Las temperaturas medias del mes de julio son de entre 22 y 32 °C, mientras que en diciembre han llegado a alcanzar 1 °C, aunque la media está entre los 9 y los 18 °C. La media anual de lluvias es de menos de 400 milímetros y éstas son muy irregulares.
Una muestra son las importantes inundaciones que en 1945 dejaron a la ciudad anegada durante varios días y la sequía que afectó a Trípoli dos años después, perdiendo como consecuencia miles de cabezas de ganado. La deficiencia de las precipitaciones se refleja en la ausencia de ríos o riachuelos permanentes en Trípoli, así como en todo el país. El Gran Río Artificial, una red de acueductos que transportan el agua desde el desierto a las ciudades costeras, abastece Trípoli de agua. Este plan fue iniciado por Gaddafi en 1982 y ha tenido un impacto muy positivo en los habitantes de la ciudad.
| Parámetros climáticos promedio de Trípoli (1961 - 1990)                                           | Parámetros climáticos promedio de Trípoli (1961 - 1990) | Parámetros climáticos promedio de Trípoli (1961 - 1990) | Parámetros climáticos promedio de Trípoli (1961 - 1990) | Parámetros climáticos promedio de Trípoli (1961 - 1990) | Parámetros climáticos promedio de Trípoli (1961 - 1990) | Parámetros climáticos promedio de Trípoli (1961 - 1990) | Parámetros climáticos promedio de Trípoli (1961 - 1990) | Parámetros climáticos promedio de Trípoli (1961 - 1990) | Parámetros climáticos promedio de Trípoli (1961 - 1990) | Parámetros climáticos promedio de Trípoli (1961 - 1990) | Parámetros climáticos promedio de Trípoli (1961 - 1990) | Parámetros climáticos promedio de Trípoli (1961 - 1990) | Parámetros climáticos promedio de Trípoli (1961 - 1990) |
| Mes                                                                                               | Ene.                                                    | Feb.                                                    | Mar.                                                    | Abr.                                                    | May.                                                    | Jun.                                                    | Jul.                                                    | Ago.                                                    | Sep.                                                    | Oct.                                                    | Nov.                                                    | Dic.                                                    | Anual                                                   |
| ------------------------------------------------------------------------------------------------- | ------------------------------------------------------- | ------------------------------------------------------- | ------------------------------------------------------- | ------------------------------------------------------- | ------------------------------------------------------- | ------------------------------------------------------- | ------------------------------------------------------- | ------------------------------------------------------- | ------------------------------------------------------- | ------------------------------------------------------- | ------------------------------------------------------- | ------------------------------------------------------- | ------------------------------------------------------- |
| Temp. máx. abs. (°C)                                                                              | 32.2                                                    | 33.9                                                    | 37.8                                                    | 41.7                                                    | 43.3                                                    | 47.8                                                    | 47.2                                                    | 48.3                                                    | 46.1                                                    | 42.2                                                    | 37.2                                                    | 31.1                                                    | 48.3                                                    |
| Temp. máx. media (°C)                                                                             | 17.9                                                    | 19.1                                                    | 20.7                                                    | 23.7                                                    | 27.1                                                    | 30.4                                                    | 31.7                                                    | 32.6                                                    | 31.0                                                    | 27.7                                                    | 23.3                                                    | 19.3                                                    | 25.4                                                    |
| Temp. media (°C)                                                                                  | 13.4                                                    | 14.3                                                    | 16.0                                                    | 18.7                                                    | 21.9                                                    | 25.3                                                    | 26.7                                                    | 27.7                                                    | 26.2                                                    | 22.9                                                    | 18.4                                                    | 14.6                                                    | 20.5                                                    |
| Temp. mín. media (°C)                                                                             | 8.9                                                     | 9.5                                                     | 11.2                                                    | 13.7                                                    | 16.7                                                    | 20.1                                                    | 21.7                                                    | 22.7                                                    | 21.4                                                    | 18.0                                                    | 13.4                                                    | 9.9                                                     | 15.6                                                    |
| Temp. mín. abs. (°C)                                                                              | 0                                                       | 1.1                                                     | 2.2                                                     | 2.8                                                     | 7.8                                                     | 11.1                                                    | 12.8                                                    | 14.4                                                    | 12.8                                                    | 0                                                       | 1.1                                                     | 0                                                       | 0                                                       |
| Precipitación total (mm)                                                                          | 62.1                                                    | 32.2                                                    | 29.6                                                    | 14.3                                                    | 4.6                                                     | 1.3                                                     | 0.7                                                     | 0.1                                                     | 16.7                                                    | 46.6                                                    | 58.2                                                    | 67.5                                                    | 333.9                                                   |
| Días de precipitaciones (≥ 1 mm)                                                                  | 9.4                                                     | 6.4                                                     | 5.8                                                     | 3.3                                                     | 1.5                                                     | 0.6                                                     | 0.2                                                     | 0                                                       | 2.3                                                     | 6.8                                                     | 6.9                                                     | 9.1                                                     | 52.3                                                    |
| Horas de sol                                                                                      | 206                                                     | 214                                                     | 237                                                     | 250                                                     | 315                                                     | 312                                                     | 376                                                     | 352                                                     | 271                                                     | 244                                                     | 212                                                     | 198                                                     | 3187                                                    |
| Fuente n.º 1: World Weather Information Service (Temperaturas medias y precipitación) (en inglés) |                                                         |                                                         |                                                         |                                                         |                                                         |                                                         |                                                         |                                                         |                                                         |                                                         |                                                         |                                                         |                                                         |
| Fuente n.º 2: Weatherbase (Temperaturas récord) (en inglés)                                       |                                                         |                                                         |                                                         |                                                         |                                                         |                                                         |                                                         |                                                         |                                                         |                                                         |                                                         |                                                         |                                                         |

## Economía

El distrito central de negocios.

Trípoli es el baluarte económico de Libia. El centro de los bancos, las finanzas y los medios de comunicación, así como del comercio y la industria. Muchas de las corporaciones más importantes de Libia poseen su cuartel general en la ciudad así como la mayoría de las compañías internacionales.
Las principales industrias se dedican a los alimentos, el sector textil, materiales de construcción e indumentaria. Trípoli se ha convertido en un atractivo para el turismo y la inversión foránea, como puede observarse en el constante arribo de barcos y aviones al puerto de Trípoli y a su aeropuerto, el más importante del país. 
La ciudad acoge el Festival Internacional de Trípoli, un evento internacional dedicado a la industria, la agricultura y el comercio localizado en la calle Omar Muktar. Como uno de los miembros de la Asociación Global de Exhibición Industrial, con sede en París, el festival es organizado anualmente desde el 2 hasta el 12 de abril, formar parte alrededor de 50 países al igual que más de 150 compañías internacionales.
Desde el aumento del turismo y la llegada de hombres de negocios con sus familias, ha subido la demanda de hoteles, El Corinthia Bab África hotel localizado en el distrito central de negocios fue construido ha satisfecho estas demandas y convirtiéndose en el hotel de mayor tamaño de Libia. Otros hoteles importantes son el Bab El Bahr hotel y el Kabir Hotel al igual que otros.

## Escuelas y Universidades
La universidad más grande de Trípoli, la Universidad Al Fateh, es una universidad pública que provee de educación gratuita a los habitantes de la ciudad, la más grande e importante de Trípoli. Otras universidades ubicadas en Trípoli son la Universidad Al Fateh de Ciencias Médicas (con facultades de Medicina, Farmacia, Odontología y Enfermería), The Open University y la Universidad de Trípoli. Algunas escuelas y universidades privadas han también empezado a aparecer en los últimos años.

## Transporte

### Aéreo
A 34 kilómetros al sur de la ciudad se encuentra el Aeropuerto Internacional de Trípoli, el más importante de Libia en cuanto a movimiento de pasajeros y el principal enlace del país con destinos internacionales.

## Deporte

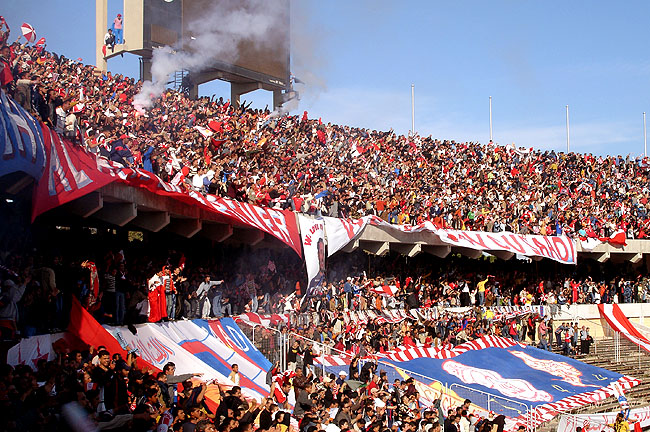
Estadio 11 de Junio

El deporte más popular en Trípoli es el fútbol; la ciudad es sede de varios equipos de fútbol de la liga de Libia. Los equipos que son locales en Trípoli son:
- Al Ahly
- Al Ittihad
- Al Madina
- Al Shat
- Al Wahda

En la ciudad se encuentra el estadio 11 de junio, uno de los estadios de fútbol más grandes de África con capacidad para unas 67.000 personas. En él juega el equipo más popular de la liga de fútbol de Libia, el Al Ahly. En el estadio se desarrollaron partidos de la Copa Africana de Naciones de 1982, incluyendo la final, donde la selección de fútbol de Libia quedó subcampeona tras caer ante la selección de fútbol de Ghana por 7-6 en la tanda de penaltis.

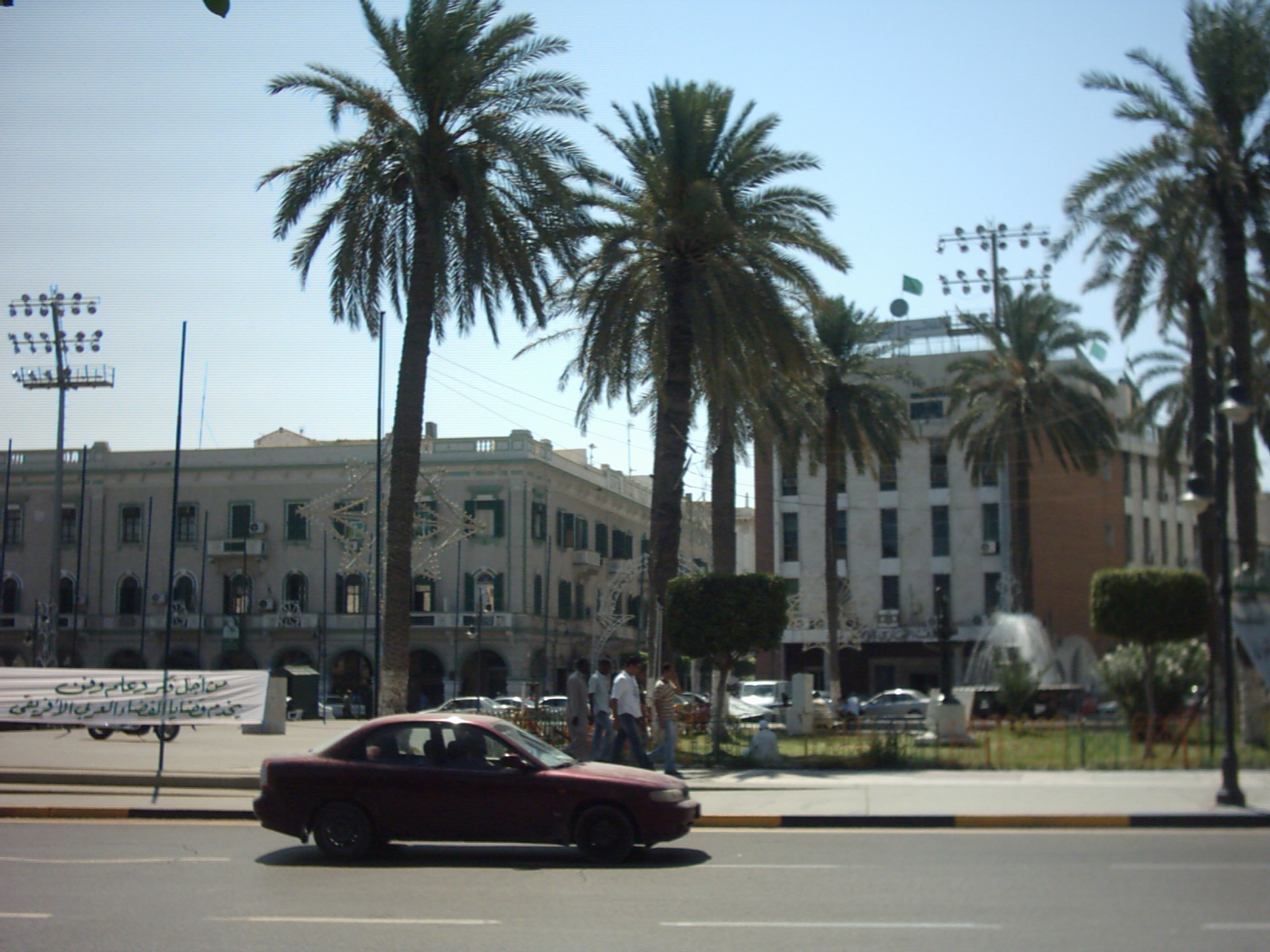
Al Saaha Alkhadhraa (La Plaza Verde), localizada en el centro de la ciudad, está adornada principalmente con palmeras, como ocurre con la mayor parte de Trípoli.